# Operclipygus remotus
Operclipygus remotus  (лат.) — вид мелких жуков-карапузиков из семейства Histeridae (Histerinae, Exosternini). Центральная Америка: Панама. Длина 1,65 мм, ширина 1,34 мм. Цвет красновато-коричневый. Вид был впервые описан в 2013 году энтомологами Майклом Катерино (Michael S. Caterino) и Алексеем Тищечкиным (Santa Barbara Museum of Natural History, Санта-Барбара, США). Вид O. remotus был отнесён к группе видов Operclipygus dubius, близок к виду Operclipygus lunulus, отличаясь особенностями внешнего строения.